# Duo Re'im
Duo Re'im (ebraică:Tzemed Re'im צמד רעים) (Re'im = 
prieteni)

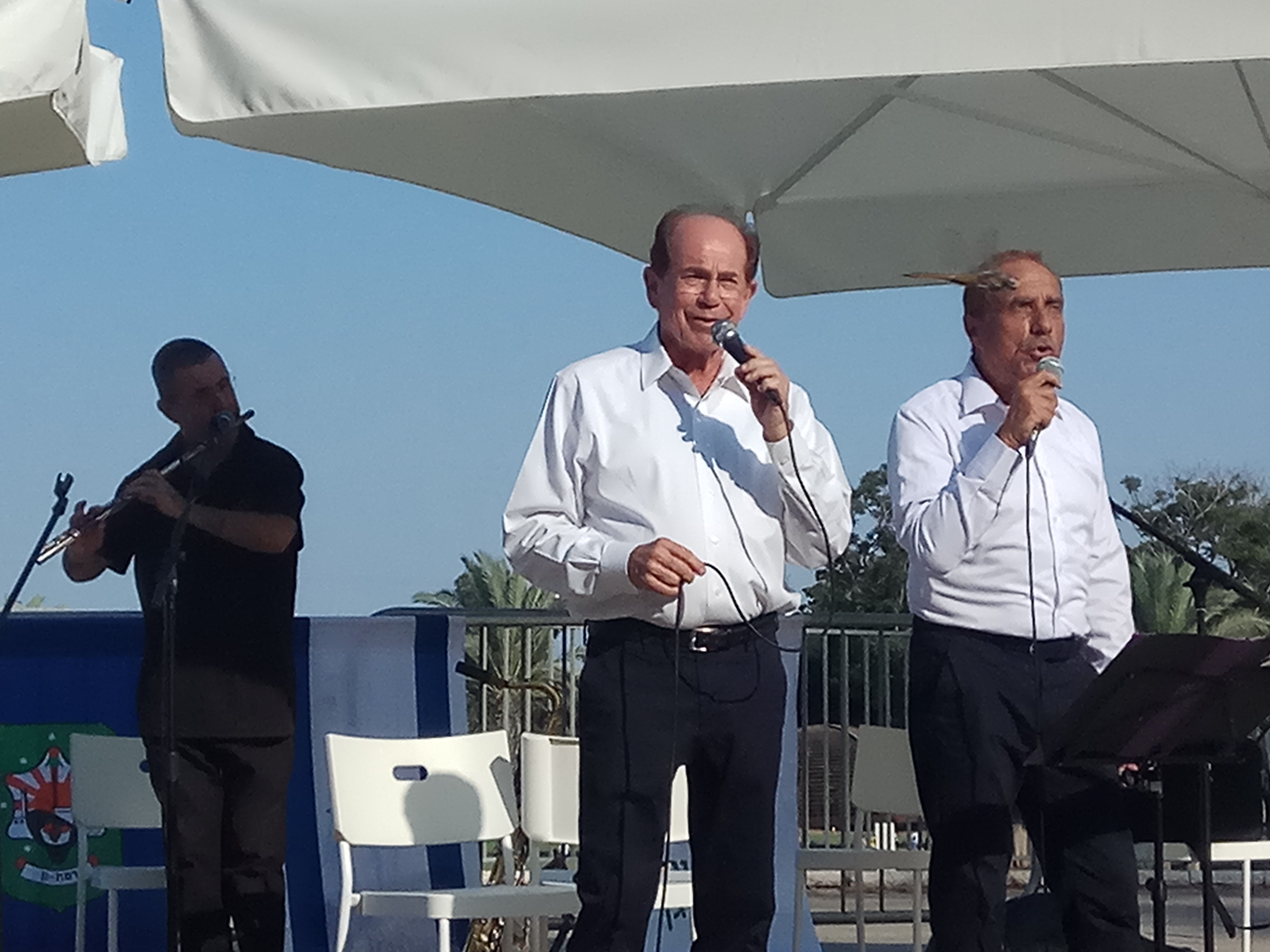
Fotografie din anul 2019

este un duo vocal israelian, compus din Israel Gottesdiener (n. martie 1948) și Binyamin (Benny) Rosenbaum (n.1948), al căror repertoriu constă în principal din cântece hasidice și din genul „cântecului („zemer”) ebraic” modern.
Israel Gottesdiener, cel mustăcios, este fiul unei familii evreiești care din partea maternă descinde din localitatea  poloneză Siedlce.
Cei doi cântăreți au debutat ca membri ai corului Rabinatului armatei israeliene, compus numai din bărbați, înființat din inițiativa șef rabinului militar Shlomo Goren în 1967.
În cadrul acestei formații Israel Gottesdiener s-a distins ca solist în interpretarea unor piese liturgice ca de pildă „Cântarea treptelor” (Shir Hamaalot), de asemenea a melodiilor „Eli,Eli" , „Cel ce a făcut minuni”  („Mi she'asa nisim") sau „Vocea iubitului" (Kol Dodi).
După eliberarea din serviciul militar regulat în anul 1969 au început să apară împreună sub numele de Tzemed Re'im (Duo Re'im).
Au participat la majoritatea  festivalelor cantecului  hasidic din Israel. În anul 1971 au obținut primul loc la
Festivalul de cântece pe teme biblice cu melodia „Soția lui Lot”, ( Eshet Lot) (muzica și textul de Idit Naaman) iar în anul următor s-au clasat pe locul al doilea la Festivalul cântecelor hasidice cu șlagărul 
„Od Ishama”  עוד יישמע (Va mai răsuna) compus de rabinul cântăreț Shlomo Carlebach.
În anul 1975 au ajuns iar pe locul al doilea, cu cântecul „Velirushalaim irha”  )ולירושלים עירך („La 
Ierusalim, orașul tău”) împreună cu solista vocală Gali Atari.
În repertoriul lor s-au aflat și trei cântece ale renumitei 
compozitoare și textiere Naomi Shemer: Sacrificiul lui  Isaac, אין דבר  ,(1969) עקדת יצחק Ein Davar (Nu-i nimic)(1981), Klezmeri la Tzfat (כלזמרי בצפת 1990).
În ultimii ani au cules numeroase melodii care circulau în rândurile adepților mișcării hasidice Habad și au realizat din inițiativa primăriei Tel Aviv un șir de spectacole închinate acestei tradiții muzicale în colaborare cu cântărețul habadnic Mendi Gerufi și un grup de doisprezece hasidim.
Duo Reim a înregistrat 24 de albume de cântece și au luat parte la sute de ore de emisiuni muzicale de radio și televiziune în Israel și în străinătate.
Fiind cea mai veche formație de muzică hasidică din Israel, duo-ului Re'im i s-a acordat la a 40-a aniversare,în mai 2009, o diplomă de onoare din partea Universității Bar Ilan din Ramat Gan pentru întreaga lor activitate.

## Discografie
- מה יביא לי המחר Mi iavi li mahar (Cine îmi va aduce mâine)
- ח"י לרעים Hai laRe'im (Reim la 18 ani de activitate)
- כי אשמרה שבת Ki eshm'ra Shabat (Căci am să te păzesc,  Shabat)
- שמחנו - עם צמד רעים Samahnu-im Tzemed Re'im (Ne-am veselit cu Duo Re'im)
- שלום לבוא שבת Shalom levo Shabat (Salut la venirea Sâmbetei)
- שמח תשמח רעים האהובים Smah tismah Re'im ahuvim

(Fiți veseli, dragi Re'im)
- עוד יישמע Od Ishama  (Va mai răsuna)
- חצי יובל פלוס - 27 שנים ביחד )

(27 ani împreună)